# Zygophyllaceae
Las zigofiláceas (Zygophyllaceae) son plantas herbáceas o raramente leñosas, a menudo xerófilas y halófilas (plantas que crecen en ambientes salinos). 

## Descripción
Son hierbas, arbustos o árboles, anuales o perennes; ramas usualmente divaricadas, con nudos angulados o abultados, simpódicas; plantas hermafroditas. Hojas opuestas u ocasionalmente alternas, usualmente paripinnadas, a veces simples o 2-folioladas, raramente 3–7-folioladas, persistentes, frecuentemente carnosas a coriáceas, pecioladas a subsésiles; folíolos enteros u ocasionalmente lobados, inequiláteros, peciolulados a subsésiles; estípulas apareadas, libres, persistentes o raramente caducas, foliáceas o carnosas o espinescentes. Flores (4) 5-meras, hipóginas, regulares o a veces ligeramente irregulares; pedúnculos terminales o pseudoaxilares, con 1 flor, solitarios u ocasionalmente varios juntos; sépalos (4) 5, libres o ligeramente connados en la base, imbricados cuando en yema, persistentes o a veces deciduos; pétalos (4) 5, libres o raramente connados en la base, frecuentemente unguiculados, a veces retorcidos e imbricados o convolutos, deciduos, raramente marcescentes; disco glandular extrastaminal y/o intrastaminal usualmente presente y conspicuo; estambres en (1) 2 verticilos de 5 cada uno, el verticilo más externo usualmente opuesto a los pétalos, con frecuencia verticilos alternativamente desiguales o estériles, filamentos libres, subulados a filiformes o raramente alados, frecuentemente glandulosos o con apéndices en la base, los del verticilo exterior ocasionalmente adnados a los pétalos, insertos en el disco o debajo de este, las anteras ditecas, subbasifijas a versátiles, introrsas, longitudinalmente dehiscentes; gineceo (2–) 5-carpelar, sincárpico, ovario súpero, (2–) 5 (–10)-lobado, (2–) 5 (–10)-locular, sésil o raramente en un ginóforo corto, los óvulos (1) 2–numerosos por lóculo, péndulos o ascendentes, anátropos, placentación axial o raramente basal, estilo terminal, usualmente simple, estigma menuda e inconspicuamente lobado a obviamente acostillado. Frutos cápsulas (2–) 5-lobadas, loculicidas o septicidas, o esquizocarpos que se separan longitudinalmente en 5 o 10 mericarpos duros, tuberculados a espinosos o alados, o raramente drupas o bayas; semillas 1 (–numerosas) por lóculo, endosperma presente o ausente, embrión con cotiledones aplanados.
Existen más de 280 especies de los países cálidos. Algunas especies son:
Fagonia cretica L., flor morada, llamativa, con estípulas transformadas en espinas.
Porlieria chilensis I.M.Johnst., flor morada, con estípulas transformadas en espinas, árbol siempreverde. Especie endémica del bosque esclerófilo de la zona central de Chile.
Peganum harmala L., alharma, hojas divididas, semillas purgantes, se obtenía un colorante rojo: gamarza.
Tribulus terrestris L., abrojo, ruderal, flor amarilla, hojas paripinnadas, aspecto semejante a una leguminosa, epizoocora (semillas con espinas muy duras que se clavan en los cascos del ganado).
Zygophyllum fabago L., mata acostada; Z. album, terrenos muy secos, hojas gruesas y carnosas.

## Sinonimia
- Balanitaceae. Archivado el 3 de marzo de 2016 en Wayback Machine.

## Subfamilias
- Larreoideae
- Morkillioideae
- Seetzenioideae
- Tribuloideae
- Zygophylloideae